# خان الذهب (مسلسل)
خان الذهب هو مسلسل تلفزيوني درامي عراقي، عرض لأول مرة في 23 مارس 2023 على إم بي سي العراق وشاهد، من إخراج بهاء خداج وجوليان معلوف، وتأليف محمد حنش، ومن بطولة سامي قفطان، وأميرة جواد، وغسان إسماعيل، وسيف الشريف، وسارة البحراني، ورويدا شاهين.
وفي رمضان 2024، تم عرض جزء ثاني من "خان الذهب - البداية ج2".
في إطار درامي، تدور أحداث المسلسل حول عائلتين معروفتين في مجال التجارة وتحدث بينهم عدة مشاكل وخلافات أسرية وتتوالى الأحداث.
و تم اقتباس النسخة السعودية من المسلسل بإسم
" بيت العنكبوت " .

## طاقم التمثيل
- سامي قفطان
- أميرة جواد
- غسان إسماعيل بدور سالم
- سيف الشريف بدور امير
- سارة البحراني بدور صابرين
- رويدة شاهين بدور حياة
- طه علوان
- بتول عزيز
- أحمد الخفاجي
- سمر محمد
- أميمة جواد الشكرجي
- نور مازن
- أحمد بيبر

## روابط خارجية
- خان الذهب على موقع قاعدة بيانات الأفلام العربية